# John Valencia
John Alexander Valencia Hinestroza (Medellín, 4 gennaio 1982) è un ex calciatore colombiano, di ruolo difensore.